# Santa Ana, San Juan Guichicovi
Santa Ana är en ort i Mexiko.   Den ligger i kommunen San Juan Guichicovi och delstaten Oaxaca, i den sydöstra delen av landet, 500 km sydost om huvudstaden Mexico City. Santa Ana ligger 133 meter över havet och antalet invånare är 1 343.
Terrängen runt Santa Ana är platt åt nordost, men åt sydväst är den kuperad. Runt Santa Ana är det ganska tätbefolkat, med 52 invånare per kvadratkilometer. Närmaste större samhälle är Palomares, 9,6 km norr om Santa Ana. Omgivningarna runt Santa Ana är en mosaik av jordbruksmark och naturlig växtlighet.